# Premio Nacional de Ciencias de Chile
El Premio Nacional de Ciencias de Chile fue un galardón que formaba parte de los Premios Nacionales de Chile hasta 1992. Fue creado mediante la ley 16746, promulgada el 24 de enero de 1968 y publicada en el Diario Oficial el 14 de febrero del mismo año, que convirtió a la Comisión Nacional de Investigación Científica y Tecnológica en un órgano autónomo y con personalidad jurídica.
Este premio se concedía al Científico o equipo de científicos chilenos cuya obra en el campo de las ciencias puras o aplicadas se haga acreedora a tal distinción (artículo 2.º de la ley 16746). Inicialmente se otorgaba anualmente, siendo modificado por la ley 17595 de 1972, la cual dispuso que su entrega sería cada dos años. 
En 1992, por la ley 19169, fue reemplazado por los premios nacionales de Ciencias Exactas, Ciencias Naturales y Ciencias Aplicadas y Tecnológicas.

## Ganadores
Lista de galardonados con el Premio Nacional de Ciencias:
- 1969- Alejandro Lipschutz (Biología)
- 1970- Herbert Appel (Química)
- 1971- Ricardo Donoso Novoa (Historia)
- 1973- Alfonso Asenjo Gómez (Medicina)
- 1975- Joaquín Luco Valenzuela (Biología)
- 1977- Jorge Mardones Restat (Farmacología)
- 1979- Héctor Croxatto Rezzio (Biología)
- 1981- Igor Saavedra Gatica (Física)
- 1983- Hermann Niemeyer Fernández (Bioquímica)
- 1985- Luis Vargas Fernández (Fisiología)
- 1987- Danko Brncic (Genética)
- 1989- Gustavo Hoecker (Inmunología)
- 1991- Enrique Tirapegui Zurbano (Física)